# Secretaría de Salud de Nuevo León
La Secretaría de Salud de Nuevo León es la dependencia encargada de desarrollar, impulsar, coordinar, ejecutar y supervisar las acciones necesarias para la prevención y control de enfermedades con el objetivo de lograr un estado de bienestar físico y mental en las personas; así como establecer y supervisar las medidas de seguridad sanitaria que se requieran para proteger la salud de la población.

## Funciones
Desarrollar, impulsar, coordinar, ejecutar y supervisar las acciones necesarias para la prevención y control de enfermedades con el objetivo de lograr un estado de bienestar físico y mental en las personas; así como establecer y supervisar las medidas de seguridad sanitaria que se requieran para proteger la salud de la población.
Entre sus atribuciones se encuentran el Coordinar el Sistema Estatal de Salud, impulsar integralmente los programas en esta material, así como organizar y controlar los centros y demás instituciones públicas de salud, entre otras.

### Visión
Lograr indicadores de salud a los niveles de los países de primer mundo incrementando la esperanza de vida de cada nuevoleonés, abatiendo la mortalidad asociada con la pobreza y la ignorancia, desarrollando programas y tecnología médica de punta.

### Misión
Elevar la calidad de vida de los habitantes del Estado de Nuevo León, procurando la salud en todos sus ámbitos como principal motor del desarrollo físico, psicológico y social de los individuos, conjuntando los esfuerzos de las Instituciones públicas y privadas.

### Según la ley
Según el artículo 36 de la Ley Orgánica de la Administración Pública del Estado de Nuevo León:
I. Ejercer las funciones que a las entidades federativas señale la Ley General de Salud, y las normas relativas a la salubridad local. Así como las que previene la Ley Estatal de Salud y las que en virtud de convenios sean descentralizadas al Estado por la Secretaría de Salud del Gobierno Federal;
II. Proponer al Ejecutivo del Estado, las políticas y los programas de coordinación con las autoridades federales y municipales en materia de salud, prevención específica y atención médica social;
III. Organizar y controlar los centros y demás instituciones públicas de salud del Estado;
IV. Programar y realizar las campañas sanitarias tendientes a prevenir y erradicar enfermedades y epidemias en el territorio del Estado, en coordinación con las autoridades federales estatales, y municipales competentes, así como con instituciones y organizaciones públicas o privadas;
V. Planear, desarrollar, dirigir y vigilar los servicios de salud que se proporcionen en el Estado en los términos de la legislación correspondiente;
VI. Coordinar la desconcentración y descentralización a los municipios de los servicios de salud, mediante los convenios que al efecto se suscriban, en el marco de la Ley Estatal de Salud;
VII. Promover, coordinar y realizar la evaluación de programas y servicios de salud que le sea solicitada por la persona titular del Ejecutivo del Estado;
VIII. Determinar la periodicidad y características de la información que deberán proporcionar las dependencias, entidades e instituciones de salud del Estado, con sujeción a las disposiciones generales aplicables;
IX. Coordinar la programación de las actividades de salud en el Estado, acorde con las leyes aplicables;
X. Impulsar las actividades científicas y tecnológicas en el campo de la salud;
XI. Coadyuvar en el ámbito de sus atribuciones, con las dependencias federales competentes en lo relativo a la transferencia de tecnología en el área de la salud;
XII. Promover el establecimiento de un sistema estatal de información básica en materia de salud;
XIII. Apoyar la coordinación entre las instituciones de salud y las educativas, para formar y capacitar recursos humanos para la salud;
XIV. Coadyuvar en la formación y capacitación de recursos humanos para la prestación de los servicios de salud en el Estado;
XV. Promover e impulsar la participación de la comunidad en la realización de programas orientados al cuidado de la salud;
XVI. Vigilar, en el ámbito de sus atribuciones, la aplicación de las normas oficiales mexicanas que emitan las autoridades competentes, en materia de salud;
XVII. Vigilar que el ejercicio de los profesionales, técnicos, auxiliares y de los demás prestadores de servicios de salud, se ajuste a las prescripciones de la Ley, en el ámbito de sus atribuciones como autoridad local; así como apoyar su capacitación y actualización;
XVIII. En coordinación con las demás dependencias y entidades competentes, realizar acciones de prevención y control para el cuidado del medio ambiente, cuando pueda resultar afectada la salud de la población; así como atender las denuncias que en su caso se presenten en esta materia;
XIX. Dictar, en los términos de las disposiciones jurídicas aplicables, las medidas de seguridad sanitaria que sean necesarias para proteger la salud de la población;
XX. Imponer y aplicar sanciones en los términos de las leyes, reglamentos y demás disposiciones aplicables en la materia, a quienes presten servicios de salud que no observen dichos ordenamientos;
XXI. Conocer y resolver, en el ámbito de su competencia, de los recursos administrativos que interpongan los particulares en contra de los actos emanados de esta Secretaría;
XXII. Coordinar, supervisar y evaluar las actividades y resultados de las entidades sectorizadas a la Secretaria, y
XXIII. Los demás que le señalen las leyes, reglamentos y otras disposiciones legales aplicables.

## Titulares
| Titular                         | Periodo                                     | Gobernador                        | Ref |
| ------------------------------- | ------------------------------------------- | --------------------------------- | --- |
| Alma Rosa Marroquín Escamilla   | Desde el 4 de octubre de 2021               | Samuel Alejandro García Sepúlveda |     |
| Manuel de la O Cavazos          | 4 de octubre de 2015 - 3 de octubre de 2021 | Jaime Rodríguez Calderón          |     |
| Manuel de la O Cavazos          | 4 de octubre de 2015 - 3 de octubre de 2021 | Manuel Florentino González Flores |     |
| Manuel de la O Cavazos          | 4 de octubre de 2015 - 3 de octubre de 2021 | Jaime Rodríguez Calderón          |     |
| Jesús Zacarías Villarreal Pérez | 4 de octubre de 2009 - 3 de octubre de 2015 | Rodrigo Medina de la Cruz         |     |
| Gilberto Montiel Amoroso        | 4 de octubre de 2003 - 3 de octubre de 2009 | José Natividad González Parás     |     |
| Jesús Zacarías Villarreal Pérez | 4 de octubre de 1997 - 3 de octubre de 2003 | Fernando Elizondo Barragán        |     |
| Jesús Zacarías Villarreal Pérez | 4 de octubre de 1997 - 3 de octubre de 2003 | Fernando Canales Clariond         |     |